# Agrilus naivashensis
Agrilus naivashensis es una especie de insecto del género Agrilus, familia Buprestidae, orden Coleoptera.
Fue descrita científicamente por Curletti & Sakalian, en 2007.